# Miyuu
Miyuu（みゆう、1993年5月8日 - ）は、日本のミュージシャン、シンガーソングライターである。大阪府出身。
所属レコードレーベルはavex trax。所属芸能事務所はavex management。

## 人物
- Miyuuと表記して“みゆう”と読むが、“u”を2つ表記する理由について特に意味はないと述べている[2]。
- 「落ち着く場所は、海と山！」と断言するほどアウトドア派であり、そういった自然に身を置くことによって感覚が研ぎ澄まされるタイプだという[3][注釈 1]。
- 自然体で音楽を奏でるという価値観を大切にしており、旅やマリンスポーツといった自身の好きな要素を音楽に乗せて発信することを常々意識している[4]。
- 一人旅が好きで、いつかバンで暮らすことが夢の一つであると述べている[4]。
- 旅をする際は、大好きな海を目的にして行動することが多い。また、映画にもよく影響されて劇中の舞台を目的地にすることも多いという[4]。
- 明るく気さくな性格だが、人前や公の場で話すのは苦手。
- ファッションスタイルは、肩肘張らず着飾らずにシンプルなものが多い。“着心地が良く、自分らしくいられるもの”を好むという[3][注釈 2]。
- 好きな映画は『ロード・オブ・ドッグタウン』。好きな本は『荒野へ』[2]。
- 好きな食べ物は「生麩（なまふ）」。嫌いな食べ物は「納豆」[2]。
- 出生地である愛媛県新居浜市をこよなく愛し、将来的にはそこの観光大使・親善大使になりたいと話している。
- 左利きで、レフティギターを使った左弾きの姿でMVを配信している。箸やハサミなど日用品の使用は全て左利きだが、ナイフとフォークを使う時は右利きの人と同様となる[5]。
- 横浜DeNAベイスターズの大ファンである[6]。

## 略歴
- 1993年5月8日、愛媛県新居浜市で出生。その後大阪府に引っ越し、学生時代を過ごす。
- 2015年8月18日にYouTubeにてMIYUUチャンネルを開設。自身で作詞・作曲した曲以外にも、Maroon 5の『Sugar』やBruno Marsの『Just the Way You Are』を始めとした、洋楽の引き語りMVを配信し始める[7][注釈 3]。
- 京都の寺院や自然をバックに弾き語りMVを配信している最中、京都×洋楽という異色の組み合わせがきっかけで、日本のみならず海外でも再生されるようになる[7][注釈 4]。
- MIYUUチャンネル開設の翌年2016年2月6日に、avex×UUUM主催の「YouTuber女子オーディション」にてグランプリに選ばれる。その後、正式にavex managementと契約した。
- 2016年9月7日に配信限定1st digital single『Southern Waves』をリリース。本作のMVの舞台は京都ではなく、宮崎県のAOSHIMA BEACH PARKをメインに、TAGIRI HOTEL/CAFE10などで行った。
- 同年12月21日に、インディーズ盤EP『Where we’ll be』でインディーズデビュー。
- 2017年8月9日、配信限定 の2nd digital single『into you』をリリース。漫画アプリ「GANMA!」連載の少女マンガ『花はみじかし、恋せよオトメ。』のタイアップを獲得し、本作が自身初のタイアップ楽曲となる。
- 2023年4月より1年間限定で、4人組ガールズキャンプユニット "Sunny Side Camp"を結成。
- 現在は大阪・東京でのライブを中心に活動中。
- 2025年5月8日、自身のInstagramにて、幼なじみと結婚したことを発表[8]。

## 作品

### デジタルシングル
|      | 発売日         | タイトル                      | 収録曲                           |
| ---- | -------------- | ----------------------------- | -------------------------------- |
| 1st  | 2016年9月7日   | Southern Waves                | 1. Southern Waves                |
| 2nd  | 2017年8月9日   | into you                      | 1. into you                      |
| 3rd  | 2018年6月6日   | dandelions                    | 1. dandelions                    |
| 4th  | 2018年7月11日  | Until the rain stops          | 1. Until the rain stops          |
| 5th  | 2018年8月1日   | Your way                      | 1. Your way                      |
| 6th  | 2018年9月12日  | under the sky                 | 1. under the sky                 |
| 7th  | 2018年10月10日 | Really Wanna Go Far Away      | 1. Really Wanna Go Far Away      |
| 8th  | 2019年2月6日   | closer again                  | 1. closer again                  |
| 9th  | 2019年2月27日  | Find the way                  | 1. Find the way                  |
| 10th | 2019年12月11日 | very merry Xmas               | 1. very merry Xmas               |
| 11th | 2020年7月23日  | summer together               | 1. summer together               |
| 12th | 2020年10月5日  | my friend feat.Michael Kaneko | 1. my friend feat.Michael Kaneko |
| 13th | 2022年5月4日   | Have a good trip ～MIYAZAKI～ | 1. Have a good trip ～MIYAZAKI～ |
| 14th | 2022年5月18日  | ride on                       | 1. ride on                       |
| 15th | 2023年7月5日   | magnet                        | 1. magnet                        |
| 16th | 2023年12月6日  | gingerbread                   | 1. gingerbread                   |

### 参加楽曲
| 発売日         | アーティスト | 曲名                   | 備考                               |
| -------------- | ------------ | ---------------------- | ---------------------------------- |
| 2023年10月25日 | Lisa Halim   | 君は天然色 feat. Miyuu | 大滝詠一の「君は天然色」のカバー。 |

### 書籍
- 30DAYS VAN LIFE ～Trip on Music～（2022年5月11日、トゥーヴァージンズ）※バンで北関東から九州へ旅しながら音楽制作をした30日間をまとめた書籍。旅先で制作した新曲3曲が聞けるQRコード付き[9]。ISBN 978-4-910352-26-8

## タイアップ
| 曲名                          | タイアップ                                                                                       | 時期           |
| ----------------------------- | ------------------------------------------------------------------------------------------------ | -------------- |
| into you                      | マンガアプリ「GANMA!」連載中少女マンガ「花はみじかし、恋せよオトメ。」タイアップ                 | 2017年08月     |
| dandelions                    | 濱田龍臣主演のショートフィルム『ブレイカーズ』主題歌                                             | 2018年06月     |
| closer again                  | テレビアニメ『revisions リヴィジョンズ』挿入歌                                                   | 2019年1月      |
| Find the way                  | 映画『40万分の1』主題歌                                                                          | 2019年02月     |
| Exceed                        | TVアニメ『FAIRY TAIL』ファイナルシリーズ第4クールエンディングテーマ                              | 2019年7月      |
| Restart                       | 映画『新卒ポモドーロ』                                                                           | 2020年2月      |
| summer together               | MUSIC ON! TV（エムオン!）「ZOOM UP!」9月のEND TRACK                                              | 2020年9月      |
| my friend feat.Michael Kaneko | MUSIC ON! TV（エムオン!）「ZOOM UP!～Chill Out～」テーマソング                                   | 2020年10月     |
| magnet                        | 観月ありさ主演のテレビドラマ『週末旅の極意〜夫婦ってそんな簡単じゃないもの〜』エンディングテーマ | 2023年7月      |
| Over You                      | NHK-FM『ミュージックライン』オープニングテーマ                                                   | 2024年6月・7月 |

## ライブ
| 日程           | タイトル                                       | 会場                                                |
| -------------- | ---------------------------------------------- | --------------------------------------------------- |
| 2016年9月7日   | 夜の隙間を染める                               | 北参道ストロボカフェ                                |
| 2016年9月8日   | Choose to you                                  | 下北沢Laguna                                        |
| 2016年9月15日  | J-POP NIGHT                                    | ヒルズパン工場                                      |
| 2016年9月20日  | ジョシサイタル                                 | 心斎橋twice cafe                                    |
| 2016年10月10日 | FM802 MINAMI WHEEL 2016 OPENING FLASH!         | BIG STEP 大階段                                     |
| 2016年10月23日 | 東海テレビ感謝祭2016                           | 久屋大通公園 エンゼル広場                           |
| 2016年11月2日  | MINAMI WHEEL EDITION 2016「Who's Next vol.11」 | 南堀江knave                                         |
| 2016年11月12日 | oricon Sound Blowin’2016～autumn～             | TSUTAYA O-EAST                                      |
| 2016年11月24日 | Sensation 'Girls run the world'                | SARAVAH 東京                                        |
| 2016年12月7日  | 夜を巡るおと                                   | 北参道ストロボカフェ                                |
| 2016年12月17日 | IKSPIARI Christmas Special Live                | イクスピアリ 2F セレブレーション・プラザ            |
| 2016年12月25日 | High Energy!!!                                 | 下北沢Laguna                                        |
| 2017年1月24日  | その日のこと                                   | 梅田シャングリラ                                    |
| 2017年2月19日  | LIVE SDD 2017                                  | 大阪城ホール                                        |
| 2017年3月26日  | TOKYO GIRLS MUSIC FES. 2017                    | 国立代々木競技場第一体育館                          |
| 2017年4月1日   | My favorite number!!!                          | 下北沢Laguna                                        |
| 2017年4月12日  | アザヤカミュージック                           | 北参道ストロボカフェ                                |
| 2017年4月15日  | GO OUT JAMBOREE 2017                           | ふもとっぱら（静岡県富士宮市麓156）                 |
| 2017年5月3日   | おぎやはぎの愛車遍歴 フェスティバル2017        | お台場青海地区P区画                                 |
| 2017年6月2日   | CRJA Colleage Radio Japan Asia / ART #3        | 六本木Varit                                         |
| 2017年7月3日   | OTODAMA SEA STUDIO 2017                        | OTODAMA SEA STUDIO (神奈川県 三浦市三浦海岸)        |
| 2017年7月28日  | OTODAMA BEACH TERRACE                          | OTODAMA BEACH TERRACE (神奈川県 鎌倉市由比ガ浜海岸) |
| 2017年7月29日  | キラチャレ2017                                 | イオンモールりんくう泉南                            |
| 2017年7月30日  | Laguna 9th anniversary special<HIGH ENERGY!!!> | 下北沢Laguna                                        |
| 2017年7月31日  | さよならの七月                                 | 晴れたら空に豆まいて                                |
| 2017年8月4日   | LIVE Dept.2 vol.1                              | 代官山 SPACE ODD                                    |
| 2017年8月6日   | みやぎ元気まつり2017                           | 夢メッセみやぎ                                      |
| 2017年8月29日  | Acoustic Soul                                  | 代官山LOOP                                          |
| 2017年9月3日   | 旅祭2017                                       | 幕張海浜公園 特設野外ステージ                       |
| 2017年9月18日  | じょしかい                                     | 晴れたら空に豆まいて                                |
| 2017年9月26日  | Search light!!!                                | 下北沢Laguna                                        |
| 2017年10月7日  | Eggs presents FM802 MINAMI WHEEL 2017          | Pangea                                              |
| 2017年10月22日 | HOKURIKU Girls girls FESTIVAL 2017             | 富山市総合体育館メインアリーナ                      |

## 出演

### テレビ
- 朝だ!生です旅サラダ（2023年7月 - 、朝日放送テレビ） - 海外リポーター

### ラジオ
- 太陽石油 presents MiyuuのTrip on Music!（2025年4月 - 、FM愛媛）[20][21]